# 29-й Нью-Йоркский пехотный полк
29-й Нью-Йоркский добровольческий пехотный полк (англ. 29th New York Volunteer Infantry Regiment), он же «1st German Infantry» — один из пехотных полков армии Союза во время Гражданской войны в США. Полк был сформирован в июне 1861 года сроком на 2 года и участвовал во всех сражениях от первого сражения при Булл-Ран до сражения при Чанселорсвилле. 20 июня 1863 года полк был расформирован из-за истечения срока службы.

## Формирование
Полк был сформирован полковником Штейнвером в лагере Кэмп-Джонсвуд под Нью-Йорком 15 мая 1861 года и принят на службу штата, а между 4 и 6 июня принят на службу в армию США сроком на 2 года службы. Полк был набран в основном из немцев Нью-Йорка кроме роты К, которую набрали в Филадельфии. Полк был вооружён гладкоствольными капсюльными мушкетами Model 1840. Первым командиром полка стал полковник Адоль фон Штейнвер, подполковником — Слеменс Соест, майором — Льюис Ливингстон. На момент формирования полк насчитывал 35 офицеров и 745 человек.

## Боевой путь
До 21 июня полк размещался в лагере Эльм-Парк, а затем покинул Нью-Йорк и через Джерси, Филадельфию и Балтимор отбыл в Вашингтон. Он прибыл туда 23 июня и разместился в лагере Кэмп-Доршеймер, где оставался до 9 июля, занимаясь строевой подготовкой. 9 июля полк переместился на Арлингтонские высоты, оттуда 13 июля ушёл в сторону Александрии, а 19 июля прибыл в Сентервилл. Полк числился в бригаде Бленкера (вместе с 8-м, 39-м Нью-Йоркскими и 27-м Пенсильванским полками), но во время сражения при Булл-Ран держался в резерве. После сражения он прикрывал отступление армии. Бригада Бленкера стала последней бригадой, отступившей от Сентервилла к Вашингтону.
Во время отступления рядовые полка забрали несколько брошенных орудий батареи Вариана, отвели их в Сентервилл и затем к Вашингтону. Выделенная к орудиям рота так и не вернулась в полк — она постепенно превратилась в самостоятельную артиллерийскую батарею.
В ходе этих боевых действий полк потерял 2 человек убитыми, 9 человек ранеными и 35 пропавшими без вести.